# Гой, Роде, Гой!
«Гой, Роде, гой!» — пятый альбом группы «Аркона», выпущенный 28 октября 2009 на лейбле Napalm Records. «Гой, Роде, гой», означает «Слава Роду» (одному из божеств славянской мифологии).
В записи альбома принимали участие многие вокалисты и музыканты. Например, в композиции «На моей земле» приняли участие вокалисты из Швеции, Литвы, Латвии, Германии и Нидерландов. Каждый поёт на родном языке, изображая воина своей страны.

## Список композиций
1. Гой, Роде, гой! 6:13
2. Тропою неведанной 6:24
3. Невидаль 4:34
4. На моей земле 15:10
5. Притча 0:54
6. В цепях древней тайны 6:26
7. Ярило 2:31
8. Лики бессмертных богов 5:19
9. Коло Нави 4:18
10. Корочун 2:11
11. Память 5:46
12. Купалец 2:49
13. Аркона 6:36
14. Небо хмурое, тучи мрачные 10:28

## Список участников
- Маша «Scream» — вокал, скрим, гроул, хоры, клавиши, тамбурин, варган
- Сергей «Lazar» — гитара, акустическая гитара, балалайка, варган (на «Корочун»)
- Руслан «Kniaz» — бас-гитара
- Влад «Artist» — ударные

Гости:
- Владимир «Volk» — волынка, блокфлейта (на «Корочун»)
- Владимир Череповский — волынка, вистл, сопілка, жалейка, блокфлейта, окарина
- Илья «Wolfenhirt» (Сварга) — хоры
- Александр «Shmel» (Рарог, Калевала) — хоры
- Александр «Олень» (Калевала) — аккордеон
- Эрик Гравсио (Månegarm) — вокал («На Моей Земле»)
- Ян Лиллеквист (Månegarm) — скрипка, флейта
- Баалберит (Obtest) — вокал («На Моей Земле»)
- Садлав (Obtest) — вокал («На Моей Земле»)
- Петр (Skyforger) — вокал («На Моей Земле»)
- Эдгар «Zirgs» (Skyforger) — вокал («На Моей Земле»)
- Каспарс (Skyforger) — волынка, кокле («На Моей Земле»)
- Хеко Герулл (Menhir) — вокал («На Моей Земле»)
- Жорис «Boghtdrincker» (Heidevolk) — вокал («На Моей Земле»)
- Марк «Splintervuyscht» (Heidevolk) — вокал («На Моей Земле»)
- Космин «Hultanu» Дудик (Ashaena) — рог (на «Гой, Роде, Гой!»)
- Василий Деревянный — домра (на «Небо Хмурое, Тучи Мрачные», «Ярило»)
- Дмитрий «Vetrodar» (Твердь) — мандолина (на «Небо Хмурое, Тучи Мрачные»)
- Струнный квинтет под управлением Александра Козловского (Меланхолия)
- Женский хор под управлением Софьи Султановой